# Přestřelka v Pakraci
Přestřelka v Pakraci (v Chorvatsku známá také jako Bitva za Pakrac, chorvatsky Bitka za Pakrac) byla nekrvavá potyčka, která se odehrála v chorvatském městě Pakrac v březnu 1991. Střet byl důsledkem rostoucího etnického napětí v Chorvatsku během rozpadu Jugoslávie. Byl to jeden z prvních vážných výbuchů násilí a předzvěst Chorvatské války o nezávislost.
Střet začal poté, co povstalečtí Srbové obsadili městskou policejní stanici a obecní budovu a obtěžovali chorvatské vládní úředníky. Chorvatská vláda provedla protiúder proti rebelům a vyslala speciální policii ministerstva vnitra, aby znovu nastolila kontrolu. Mezi oběma stranami vypukly boje. Přes pokus o intervenci Jugoslávské lidové armády (Jugoslovenska Narodna Armija – JNA), chorvatská vláda znovu potvrdila svou kontrolu nad městem. Po sporu s JNA bylo dosaženo dohody o stažení speciální policie a JNA, čímž byl stave ve městě obnoven do podmínek před pokusem Srbů převzít kontrolu nad tamní policií.

## Pozadí
V roce 1990 se po prvních svobodných volbách v Chorvatsku značně zhoršily mezietnické vztahy mezi chorvatským a srbským obyvatelstvem. Jugoslávská lidová armáda v obavách, že by nová chorvatská vláda vyzbrojila republikovou armádu (tzv. teritoriální obranu), zabavila sklady zbraní. 17. srpna se však situace vyostřila v otevřenou vzpouru v nejrizikovější oblasti - bývalé Vojenské krajině, resp. v její jižní části (v okolí Kninu, Benkovace, Obrovace a dalších měst). Chorvatští Srbové založili v červenci 1990 Srbskou lidovou radu jako orgán koordinované národnostní opozice proti chorvatskému prezidentovi Franjo Tudjmanovi. Milan Babić a velitel kninské policie Milan Martić, založili paravojenské milice. Tito dva muži se stali politickými a vojenskými veliteli tzv. Srbské oblasti Krajina, která byla později transformována v Republiku srbská krajina (RSK) a stala se zcela nezávislou na vládě v Záhřebu i poté, co Chorvatsko vyhlásilo nezávislost.
Srbové byli v Pakraci nejpočetnější národností skupinou, (46,4%) následovaní Chorvaty (35,8%). Politický představitel Srbské demokratické strany Veljko Džakula se stal politickým lídrem chorvatských Srbů v západní Slavonii. Byl představitelem myšlenky, že chorvatští Srbové by se měli od Chorvatska osamostatnit.
22. února 1991 bylo na sněmu, vedeném Džakulou, odsouhlaseno vytvoření a připojení města pod Srbskou autonomní oblast - Krajinu. Hlasování bylo chorvatskou vládou prohlášeno za neplatné 28. února 1991.

## Průběh
V únoru 1991 Babić a Martić nařídili srbským paravojenským jednotkám, aby obsadily městskou policii a vládní budovy. 1. března 1991 odzbrojili 16 chorvatských policistů a zadrželi několik chorvatských důstojníků. Pakracká policie byla vedena Jovem Vezmarem, který nakonec souhlasil s plánem obou srbských předáků. Jako odpověď prezident Tuđman nařídil chorvatskému ministerstvu vnitra, aby obnovilo kontrolu nad vládními budovami v Pakraci. 2. března v 04:30 vstoupila 200členná jednotka chorvatské policie do Pakrace. Barikády v Pakraci byly překonány téměř bez odporu a chorvatská policie obklíčila policejní stanici. O několik hodin později Vezmar vypálil několik střel z policejní stanice a utekl. Následně dorazila druhá speciální chorvatská protiteroristická jednotka. Speciální policie vedená Markem Lukićem a Mladenem Markaćem zajala 180 etnických Srbů a 32 srbských policistů bez zranění a ztrát. Vezmar byl nahrazen Stjepanem Kupsjakem jako novým náčelníkem pakracké milice.
Po chorvatských akcích následovala intervence federální jugoslávské vlády. Předseda předsednictva Borisav Jović se postavil za návrh ministra vnitra Veljka Kadijevića, aby intervenovala JNA. Prvních deset tanků JNA přijelo do Pakrace večer dne 1. března a zaujalo obranné pozice, nejvíce jich bylo umístěno v blízkosti nemocnice. Další ráno jednotka JNA vedená Milanem Čeleketićem dorazila do Pakrace a zaujala pozice blízko chorvatské speciální policie. Čeleketić plnil příkazy majora generála Jevrema Cokiće, velitele 32. Varaždinské jednotky. Cokić zařídil příjezd tří obrněných batalionů 256. mechanizované brigády se základnou ve městě Bjelovar. Nicméně tanky dorazily pozdě a nestihly zastavit obsazování města chorvatskými jednotkami.
Srbští povstalci zahájili střelbu z okolních kopců na chorvatské policejní vozidlo. Policista v domnění, že palbu spustila JNA zahájil střelbu na pozice jugoslávské armády a ta opětovala střelbu na policejní auto. Přestřelka skončila dohodou Stjepana Mesiće a představitele JNA Aleksandra Vasiljeviće, podle níž se měla chorvatská policie do města vrátit oprávněně. JNA plánovala znovuzískání Pakrace bojovou operací s názvem Pakrac-91. Plán byl však opuštěn nedlouho poté, co chorvatské úřady oznámily, že speciální policie z města odejde do večera 3. března. JNA odešla z města 12. března. Noví vojáci JNA odešli o 7 dní později.

## Po boji
17 z 32 zadržených srbských policistů se vrátilo do služby 5. března. Podle bělehradských médií při přestřelce zemřelo 40 srbských povstalců. Bělehradský deník Večernje novosti uvedl, že při přestřelce zemřel i pravoslavný kněz. Podle informací svazové jugoslávské vlády však při přestřelce nezemřel nikdo. Socialistická strana Srbska (nástupkyně Svazu komunistů, dominantní síla v zemi) vedená Slobodanem Miloševićem prohlásila, že "útok chorvatské vlády na srbskou populaci v Pakraci byl brutální a fašistický". Podobná slova poté odvysílala i bělehradská televize. Milošević uvedl, že JNA má právo kompletně odzbrojit Chorvatsko.
Policejní intervence podpořila srbské politické představitele ve městě Okučani, aby kolem města postavili barikády a zabránili tak dalšímu policejnímu útoku, vedeného z Kutiny a Novské. Barikády byly střežené ozbrojenými civilisty. V Pakraci se protestovalo před městským zastupitelstvem, aby byla svěšena chorvatská vlajka.